# Pablo Gallo (pintor)

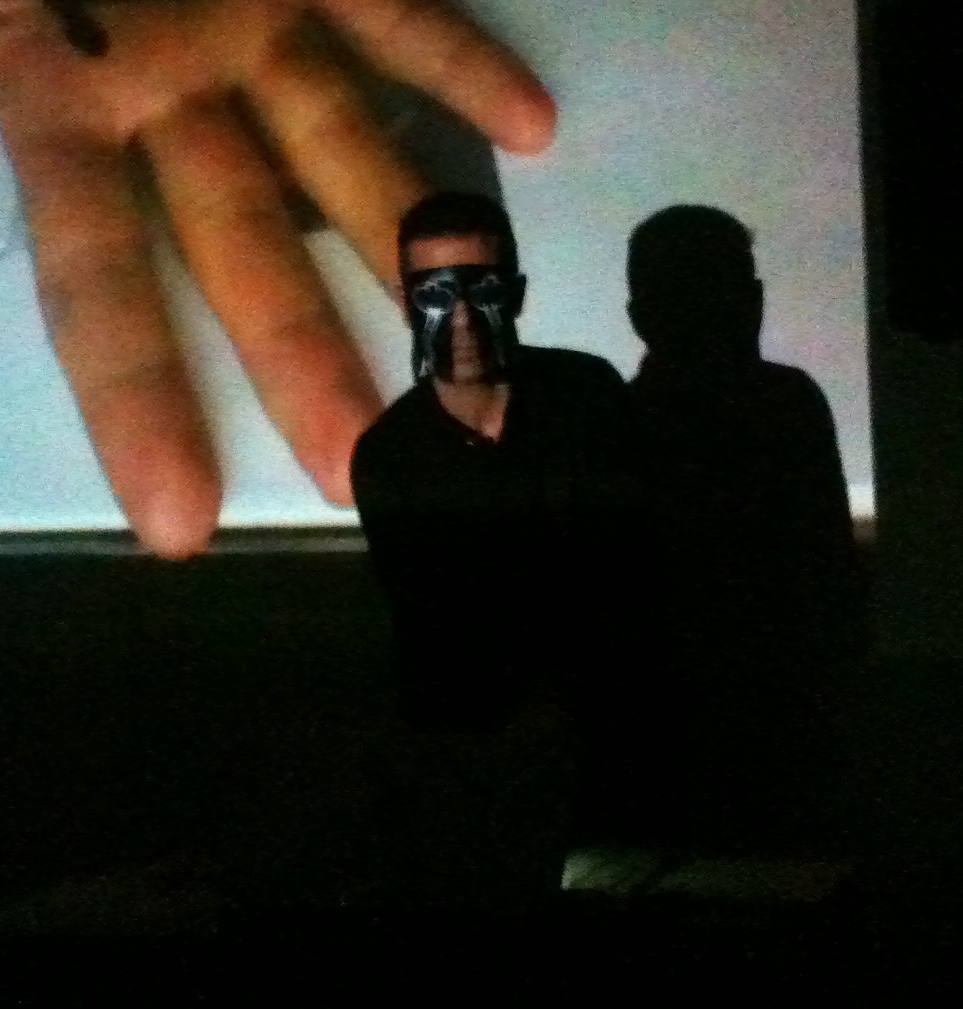
Pablo Gallo dibuja a ciegas durante una Sesión Psicográfica en Madrid (2014).

Pablo Gallo (La Coruña, 1975) es un pintor, ilustrador, videocreador y escritor español.
Nacido en La Coruña pero de ascendencia burgalesa, su padre es pintor aficionado. Comenzó sus estudios artísticos en su ciudad natal, en la Escuela de Arte Pablo Picasso. Posteriormente los amplió en Barcelona, en la Escuela de Arte Massana. A partir de 1995, fecha de su primera exposición individual, ha desarrollado una importante carrera tanto como pintor profesional, como promotor de libros ilustrados (en colaboración con importantes escritores), así como videocreador.
Se reconoce influido tanto por los grandes pintores del pasado (Durero, Velázquez, Rembrandt, Manet) como por otros contemporáneos (David Hockney, Edward Hopper, Beuys), así como por los dibujantes de cómics (Robert Crumb, Moebius, Francisco Ibáñez).
Reside habitualmente en Bilbao y pasa largas temporadas en Porquera del Butron, Los Altos (Burgos).

## Ediciones
En 2010 publicó El libro del voyeur, para el que solicitó la colaboración de sesenta y nueve escritores que redactaron microrrelatos eróticos. Entre otras firmas, participaron Andrés Neuman, Pilar Adón, Antonio Gómez Rufo, Óscar Esquivias, Gustavo Nielsen, Sofía Rhei, Fernando Marías, Alberto Olmos y Carlos Wynter. También se incluyeron cuentos de músicos como Javier Corcobado, Nacho Vegas y Antonio Luque.
En 2011 editó Hiperhíbridos, con textos de Basho Bin-Ho y prólogo de Eloy Fernández Porta. Se trata de una colección de dibujos sobre escritores famosos, representados con el atuendo y la actitud de personajes populares de campos como el cine, el cómic o el rock.
Manual de ruleta rusa (Aristas Martínez, 2015) supuso su debut como escritor. Se trata de un libro ilustrado y escrito por Gallo. En la parte literaria, se alterna lo ensayístico con lo narrativo, con textos que giran siempre sobre la ruleta rusa, muchos de ellos dedicados a suicidas como George Surdez, Mariano José de Larra o Hunter S. Thompson.
En 2016 publicó Dibujar en la oscuridad, un libro ilustrado por él mismo e inspirado en las sesiones psicográficas que protagoniza junto a Iago Alvite (autor del epílogo de este libro). 
También en 2016 editó El libro de las invocaciones, una colección de ilustraciones y retratos de escritores vivos que seleccionaron una cita de un autor difunto, a modo de invocación.
En 2018 publicó Siete días en las siete calles, libro de psicogeografía que trata sobre los orígenes de la ciudad de Bilbao (Ediciones El Gallo de Oro).
En 2020 publicó el libro Bestiario del norte. Seres mitológicos y animales fantásticos de Galicia, Asturias, Cantabria y País Vasco (Editorial La Felguera).
En 2025 publicó Ojos llenos de árboles (Editorial La Felguera), obra ensayística con elementos autobiográficos:

tiene cierto aire de enciclopedia antigua y está lleno de ilustraciones y de noticias curiosas sobre cómo nos hemos relacionado los seres humanos con los árboles, a los que a veces hemos tomado por divinidades y a los que también hemos talado inmisericordes por pura diversión.

## Sesiones psicográficas
En 2014, junto al músico Iago Alvite, comenzó las llamadas sesiones psicográficas, en las que Gallo dibujaba en público, a ciegas, siguiendo los impulsos de la música de Alvite. Estas sesiones se produjeron en distintas ciudades como Bilbao, Barcelona o Madrid. La celebrada en La Coruña el 2 de enero de 2015 estuvo dedicada al escritor Ramón María del Valle-Inclán.

## Libros ilustrados
- VEGAS, Nacho: Política de hechos consumados. Limbo Starr, 2009.
- VV.AA: Perversiones, breve catálogo de parafilias ilustradas. Granada: Traspiés, 2010.
- GALLO, Pablo (ilustrador y editor): El libro del voyeur. La Coruña: Ediciones del Viento, 2010.
- GALLO, Pablo (ilustrador y editor): Hiperhíbridos. Huelva: El Gaviero, 2011.
- FERNÁNDEZ DE LA SOTA, José: Tiempo muerto (historias de escritores un poco raros). Bilbao: El Gallo de Oro, 2013.
- ARGINZONIZ, Beñat: Un mundo para Marina. Bilbao: El Gallo de Oro, 2014.
- GALLO, Pablo (ilustrador y autor de los textos): Dibujar en la oscuridad. Epílogo: Iago Alvite. Bilbao: El Gallo de Oro, 2016.